# Stazione di Enokido (Chiba)
La stazione di Enokido (榎戸駅?, Enokido-eki) è una stazione ferroviaria situata nella città di Yachimata, nella prefettura di Chiba, in Giappone. La stazione è servita dalla linea principale Sōbu della JR East.

## Linee e servizi
East Japan Railway Company
■ Linea principale Sōbu

## Struttura
La stazione è dotata di due marciapiedi laterali con due binari passanti in superficie.
| 1 | ■ Linea principale Sōbu | per Sakura, Chiba e Tokyo                  |
| 2 | ■ Linea principale Sōbu | per Yachimata, Narutō, Yōkaichiba e Chōshi |

## Stazioni adiacenti
| «                     | Servizio              | »                     |
| Linea principale Sōbu | Linea principale Sōbu | Linea principale Sōbu |
| --------------------- | --------------------- | --------------------- |
| Minami-Shisui         | Locale                | Yachimata             |
| Il rapido non ferma   |                       |                       |